# Batalles de Marihuenyu
Batalles de Marihuenyu (Marihuenyu, fou el lloc on es produïren dues importants batalles dintre les anomenades batalles araucanes).

## 1a batalla
Aquesta batalla es lliurà entre espanyols i araucanes el dia 23 de febrer de 1554, a Marihuenyu, tingué lloc en la serralada de Xile,prop de la vall de Chivilingo i d'Andalicán o Colcura. Els espanyols anaven comandats per Francisco de Villagra, i els indígenes per Lautaro, segons molts autors, per Petehuel, segons altres, i per Caupolicá, segons l'opinió de molt pocs. Els espanyols eren en nombre molt reduït, doncs no arribaven als 200, però ben armats i equipats, i disposaven, a més, de sis canons. Els araucans eren més de 5.000. Les forces espanyoles, que havien pernoctat al costat del riu Chiviringo, anaven escalant la muntanya per diversos senders, i en els primers moments no observaven res anormal, i no veien cap enemic. Però en arribar a un cert punt, els lladrucs d'un gos posaren en alerta als espanyols.
Efectivament, en pocs moments aparegueren els enemics ens espessos pilots per tot arreu. El cap espanyol Reïnosa feu avançar 20 artillers amb els seus canons, i manà trencar foc. Malgrat els estralls que produïa l'artilleria, els indis no cediren. Llavors carregà contra ells la cavalleria, i obligà als indígenes a refugiar-se en les vessants; però d'altres els substituïen. Reïnosa sostingué l'atac, mentre Villagra arribava amb el gruix de les seves forces. Els indis eren cada vegada més nombrosos, i van treure unes armes fins llavors desconegudes de les hosts espanyoles; consistien en llaços corredissos tiges d'enfiladissa lligats a llargues vares. Els indis dirigien aquests llaços a la testa dels espanyols, i llançats aquests de la seva muntura, eren morts irremissiblement. D'aquesta manera fou enderrocat Villagra i sens dubte hagués mort, si no hagués estat auxiliat oportunament pels seus.
A més d'això, els espanyols veien aparèixer un altre exèrcit enemic que donà la volta a certa distància com tancant-los el pas; després es va saber que això no era més que un parany dels indis, i que el pretès exercit no era sinó una columna de dones i infants armats de llances. De totes maneres, els castellans es van veure envoltats per tots costats i davant la difícil situació, Villagra cridà els seus a consell, i mentrestant se suspengueren les hostilitats. Una volta tornades aquestes, els indis carregaren contra els espanyols i es precipitaren sobre els canons. Els espanyols es van atropellar els uns amb els altres, i els indis s'envalentiren en veure que els espanyols començaven a retrocedir.
Arribats en completa dispersió a la vall de Chivilingo, i després d'enfilar pels senders que condueixen a les serralades del nord, on allà els esperava una altra batalla pitjor que la primera. En les altures de Marihuenyu els esperaven més enemics resolts a tallar-los la retirada. Els indis construïren amb tronc d'arbres unes palissades per tallar la retirada als espanyols, i quan aquests assoliren obrir-se camí es van veure assetjats per totes bandes pels indis. Els fugitius s'estimbaren amb els seus cavalls i foren a morir davant les aspres roques de la platja de l'Oceà.
Villagra va poder reunir uns 20 homes i els manà donar cara als enemics, però ningú l'obeí. Desorganitzats, abatuts, dispersos i ferits, arribaren els espanyols per petites partides a bores del riu Bío Bío, al capvespre. De les hosts espanyoles hi hagué 96 baixes. Les serralades de Marihuenyu prengueren des d'aquest combat el nom de turons i costa de Villagra, que conservà durant segles.
Han tractat d'aquesta batalla, Ercilla en La Araucana, Góngora Marmolejo i Mariño de Lobeira; aquest últim, actor en el combat.

## 2a batalla

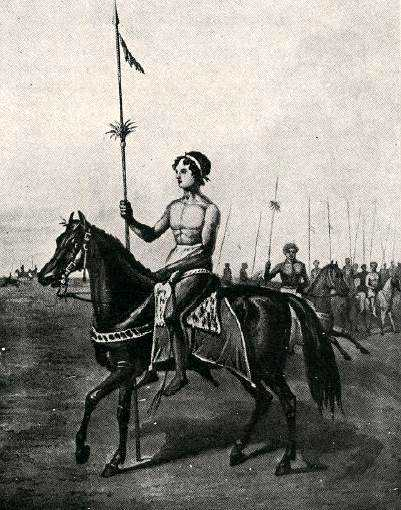
Guerrer Maputxe a cavall

S'atribueix aquest nom a un fet d'armes esdevingut en la regió de Marihuenyu entre espanyols i araucans a finals de gener o principis de febrer de l'any 1563. La mencionada regió està constituïda per la serralada de la Costa des de la vall d'Arauco fins al riu Bío Bío. Els espanyols posseïen un fort en l'estret de Lincoyán. El governador espanyol de Xile, que en aquell temps era Francisco de Villagra, tingué noticia de la insolència dels indígenes, i va resoldre castigar-los, i a aquest efecte disposà que el llicenciat Juan Gutiérrez Altamirano, el qual era mestre de camp, que ataqués als indis en les seves posicions. Pedro de Villagra, fill del governador, es reuní amb el mestre, i ambdós organitzaren una columna expedicionària de 90 soldats, molts d'ells joves i impetuosos, però sense la deguda pràctica militar.
La columna expedicionària anava seguida d'un cos de 500 indis auxiliars. Totes aquestes forces sortiren d'Arauco, pujant sense dificultat la serralada de la Costa, (llavors dita de Moreguano); però al baixar a la regió oriental, en el Lebu, o territori anomenat Catiray pels indis, arribaren a la vista del lloc on els indígenes estaven parapetats. Els seus parapets consistien en solides palissades i en altures de difícil accés, i als voltants havien cavat profundes rases, recobertes després perquè hi caiguessin els cavalls.
Quan Altamirano descobrí les posicions ocupades pels araucans, va comprendre que era imprudent aventurar l'atac. Però el jove Pedro de Villagra, amb la inexperiència pròpia de la joventut, va voler empenya la batalla, malgrat els consells que li'n donaven els més prudents. Començaren, doncs a avançar els castellans vers les trinxeres dels araucans sense que aquests disparessin ni un sol dard, ni una pedra.
Aviat començaren a caure els cavalls en les rases encobertes, i llavors caigueren sobre els genets les fletxes i els cops, sent mort el jove Villagra; per`el mestre de camp Altamirano aconseguí sortir de la rasa on havia caigut i s'escapoli. Condí el desordre entre els assaltants, i llavors, envalentits els indígenes, sortiren de les seves trinxeres i van escometre als castellans, llancejant-los despietadament i desorganitzant-los per complet.
En aquell desigual combat van morir més de 40 dels espanyols, entre els quals si contaven soldats i capitans de gran reputació. Els que va poder salvar-se fugiren a Concepción i vers Angol. Els espanyols perderen, a més, molts cavalls i armes de guerra.